# كيمبرلي نافارو
كيمبرلي نافارو (بالإنجليزية: Kimberly Navarro)‏ هي راقصة على الجليد أمريكية، ولدت في 26 أبريل 1981 في سانتا روسا في الولايات المتحدة.

## وصلات خارجية
- كيمبرلي نافارو على موقع الاتحاد الدولي للتزلج (الإنجليزية)
- كيمبرلي نافارو على موقع الاتحاد الدولي للتزلج (الإنجليزية)